# 小川敏夫
小川 敏夫（おがわ としお、1948年3月18日 ‐ ）は、日本の政治家、弁護士、裁判官、検察官、馬主。立憲民主党所属。
参議院議員（4期）、法務大臣（第88代）、法務副大臣（菅直人第1次改造内閣・菅直人第2次改造内閣・野田内閣）、裁判官弾劾裁判所裁判長、民進党参議院幹事長、民進党参議院議員会長、民主党参議院幹事長・参議院政策審議会長、参議院副議長（第32代）、参議院外交防衛委員長、農林水産委員長、内閣委員長、決算委員長等を務めた。元妻は女優の市毛良枝。

## 来歴

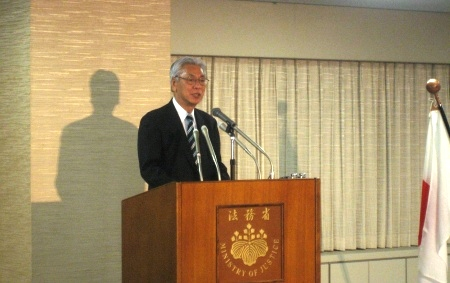
2012年1月13日、法務省での法務大臣就任の記者会見

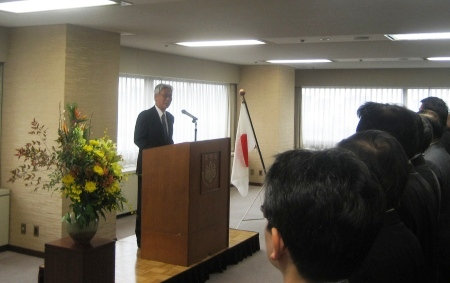
2012年1月16日、法務省職員への訓示

東京都練馬区生まれ。立教高等学校、立教大学法学部（民法：四宮和夫ゼミ、商法：田村諄之輔ゼミ）卒業。立教高校の同級生に永倉万治、同期生に西岸良平、本田明彦、宇野治、細野晴臣がいる。
1970年、司法試験に合格。
1973年に判事補任官、静岡地方裁判所などに勤務。
1976年に検事へ転官し、東京地方検察庁検事等を歴任。
1981年に退官し、弁護士に転身する。
1988年に女優の市毛良枝と結婚したが、後に離婚。離婚原因について報知新聞が小川の暴力が原因と報じ、その後多くのマスコミが追随する報道をしたが、小川は報知新聞社に対し事実無根による名誉棄損とプライバシーの侵害を理由として損害賠償請求と謝罪広告の掲載を求めて東京地裁に提訴した。この訴訟について東京地裁は名誉棄損とプライバシーの侵害を認め、報知新聞社に対し慰謝料の支払いと謝罪広告の掲載を命じた。この判決は1993年9月23日に朝日新聞などの全国紙に報じられている。その後、東京高裁と最高裁は報知新聞社の控訴と上告を棄却した。
新党さきがけに入党するも1996年に離党し、同年の第41回衆議院議員総選挙に旧民主党公認で東京都第9区から出馬したが、新進党公認の吉田公一に敗北し、比例復活も果たせず落選。
1998年の第18回参議院議員通常選挙に民主党公認で東京都選挙区から出馬し、初当選。
2004年の第20回参議院議員通常選挙に民主党公認で東京都選挙区から出馬し、再選。
2007年には民主党参議院幹事長、参議院外交防衛委員長、参議院決算委員長を務める。
2010年6月、旧民主党時代からの盟友であり、同じ東京選出の菅直人が民主党代表に選出される。菅執行部の下、第22回参議院議員通常選挙に民主党公認で東京都選挙区から出馬し、3選。
同年9月、菅直人第1次改造内閣で法務副大臣に任命される。柳田稔法務大臣が失言により辞任した際は一時、後任の法相就任が取り沙汰された（後任の法相には内閣官房長官の仙谷由人が兼務する形で就任）。
2011年1月に発足した菅直人第2次改造内閣でも法務副大臣に再任され、同年9月の内閣総辞職まで務める。
2011年11月、西岡武夫参議院議長の死去により、平田健二民主党参議院幹事長が西岡の後任の参議院議長に就任し、民主党参議院幹事長に起用された。
2012年1月、野田第1次改造内閣で法務大臣に任命され、初入閣した。大臣在任中、陸山会事件に関連して検察の捜査報告書偽造が明らかになり、小川はこれに関する検察の処分を問題視、再調査指示の指揮権発動を野田首相に提案したが受け入れられず、6月の内閣改造で離任した。小川は後日インタビューで、この件が理由に解任された旨をほのめかしている。
同年12月、参議院予算委員会筆頭理事に就任。
2015年10月、民主党参議院幹事長に就任。
2016年7月10日の第24回参議院議員通常選挙で東京都選挙区に民進党公認候補として出馬、最後の枠だった6位の得票で4選。同月、民進党参議院議員会長に就任。
2017年11月17日、民進党参議院議員会長に再任。
2018年4月27日、民進党に提出した離党届が受理され、同日中に立憲民主党へ入党届を提出した。同年5月11日、立憲民主党常任顧問に就任。
2019年8月1日、第32代参議院副議長に就任する。副議長就任に伴い、立憲民主党会派を離脱し無所属となる。
2022年の第26回参議院議員通常選挙では、立憲民主党の公認候補を選ぶ予備選挙に参加せず、不出馬となり、政界から引退した。今後は、本業の弁護士活動を再開する。
2022年11月3日、秋の受勲にて旭日大綬章を受章した。

## 政策・主張

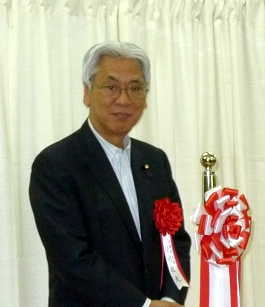
2011年6月3日、法務副大臣として全国刑務所作業製品展にて挨拶

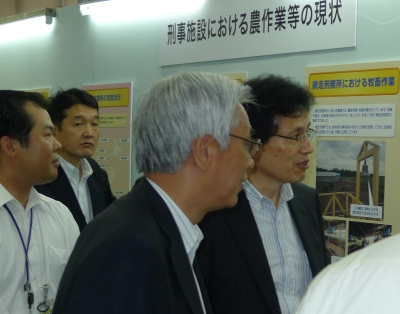
2011年6月3日、法務副大臣として全国刑務所作業製品展を視察

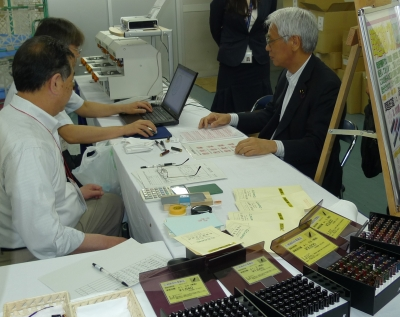
全国刑務所作業製品展に出展された津軽塗印鑑を購入

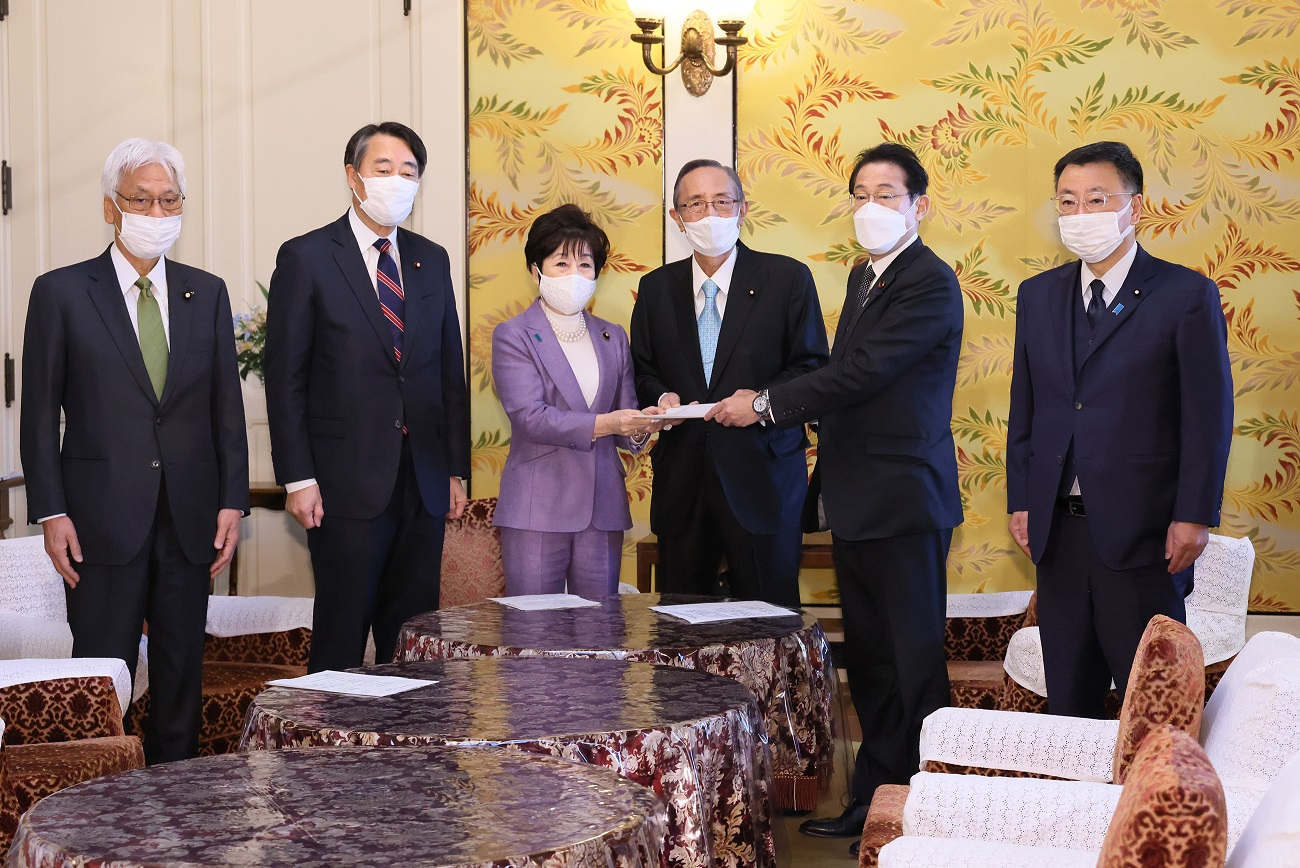
2022年1月12日、参議院副議長として国会にて（左端）

### 政治倫理

#### 政権交代前
- 2007年3月5日の参議院予算委員会で、松岡利勝農林水産大臣の資金管理団体「松岡利勝新世紀政経懇話会」が、光熱水費が無償のはずの議員会館で平成17年だけで500万円超の光熱水費を計上していることについて質疑を行い、「浄水装置や暖房装置だ」と答弁した松岡に対し「そんなにかかるはずがない。明らかに虚偽記載だ」と批判した。

#### 政権交代後
- 2010年2月10日に、小沢一郎民主党幹事長らによる陸山会事件・西松建設事件など民主党議員による汚職事件が続発すると、小川は事実関係の解明を調査するチームではなく、報道機関への検察のリークがあるのかどうかを調べる「捜査情報の漏洩問題対策チーム」を発足させ、座長に就任した。小川はチームの意義について「東京地検特捜部が情報をリークしているという民主党の主張に国民の理解が得られれば、目的は達せられる」と説明したため[17]、野党から「言論・報道の自由を侵害する」と猛反発を受けた[18]。
- 2010年2月27日に、2010年の夏に第22回参議院議員通常選挙を控えている6人の参議院議員と『企業・団体献金の全面禁止を目指す研究会』を発足させ、会長に就任した。2010年夏の参議院選挙の終了後、民主党は「企業・団体献金を全面禁止する政治資金規正法の改正にめどが立たたない」として、自粛していた企業・団体献金の受け入れを再開することを決定した[19]。小川は自身の選挙公報に於いて、過去一度も企業献金を受け取っていないと述べている。
- 2010年4月27日に、鳩山由紀夫首相の政治資金管理団体「友愛政経懇話会」を巡る政治資金規正法違反事件において、東京第4検察審査会が鳩山首相を「不起訴相当」とする議決を出すと、「ほっとした。（鳩山首相の元公設第1秘書に有罪判決が言い渡されていることから）議決は不幸中の幸い」と話した[20]。

### 国旗国歌法案反対
1999年、国旗国歌法案の参議院本会議における採決で反対票を投じた。

### 集団的自衛権行使容認反対
2014年4月21日、元行政刷新担当大臣の蓮舫や社会民主党党首の吉田忠智と連名で、第2次安倍内閣が目指す憲法解釈変更による集団的自衛権の行使容認を支持しないようアメリカ大統領のバラク・オバマに求める文書を在日米大使館に提出した。賛同者には、野田国義、小西洋之、有田芳生、徳永エリ、福島瑞穂などが名を連ねた。先に訪米し民主党は行使容認に前向きとの認識を示していた元防衛副大臣の長島昭久は、Twitterで「属国でもあるまいし、嘆かわしい」と批判した。

### 死刑執行
法務大臣の就任記者会見では、前任の平岡秀夫をはじめ江田五月、仙谷由人ら民主党出身の法相がいずれも慎重な姿勢を示していた死刑の執行について「法律で定められた法相の職責なので、大変つらい職務だが、その職責をしっかりと果たしていきたい」と述べ、死刑の執行に前向きな発言を行い、2010年、千葉景子法務大臣が設置した死刑制度の省内勉強会も「既に議論は出尽くした」として一方的に打ち切った。
2012年3月29日、小川が死刑執行命令を出して、宮崎連続強盗殺人事件・横浜前妻一家殺人事件・下関通り魔殺人事件などで死刑判決が確定した計3名の死刑囚に対する死刑が東京・広島・福岡の各拘置所において執行された。死刑の執行は、2010年当時の千葉景子が2人に対し執行して以来約1年8ヶ月ぶりで、野田内閣の下では初の執行であった。執行後の会見では、「内閣府の世論調査でも、85%の国民が死刑を支持しており、また裁判員裁判においても死刑は支持されている」「死刑執行は法務大臣の職責であり、法律の規定通りに職責を果たすことが法務大臣の務めである」と述べ、死刑執行は法相の職責であり国民から死刑が支持されている点を強調した。

### 慰安婦問題
第1次安倍内閣の2007年3月5日、参議院予算委員会でアメリカ合衆国下院で決議されたアメリカ合衆国下院121号決議に異議を唱える安倍晋三総理大臣に対して、「謝らなければいけない立場なのに 『（慰安婦の）証言は事実無根』と言っても国際世論は賛同しない」と批判した。同委員会で小川は「大変な暴言」「今度は下院、院全体で決議が出るかもしれないと。そのことによって生ずる我が国のこの国際的な評価、これが低下することを憂えて言っているんですよ」と激しい批判を行ったが、この決議の根拠となってる歴史認識については、小川は賛意も否定を表明することを拒んでいる。

### 選択的夫婦別姓制度
選択的夫婦別姓制度の導入を含む民法改正に賛成しており、国会への法案提出では複数回発議者に名を連ねている。「選択制で、どうしてもその必要がある人について、あるいはそれを希望する人についてそれを認めていい。これを認めることによって、その弊害というものも余りない」と述べる。2015年6月12日には、筆頭発議者として超党派野党の民法改正案を参議院に提出している。

### 婚外子差別撤廃
婚外子差別の撤廃に賛成する。2013年11月21日に、出生届への記載事項から嫡出・非嫡出の別を削除する旨の戸籍法改正案を野党共同で参議院に提出した。

### 永住外国人への地方選挙権付与推進
- 2009年11月26日に衆議院第1議員会館で、在日本大韓民国青年会や在日本大韓民国民団が主催する「永住外国人の地方参政権法案の早期立法化を求める11・26緊急院内集会」に末松義規・渡辺浩一郎・手塚仁雄・初鹿明博・白眞勲・近藤正道・魚住裕一郎・鰐淵洋子・笠井亮と共に参加し、在日外国人の参政権法案を早期に成立させる決意表明をした[33]。
- 2012年2月21日、衆議院予算委員会にて、永住外国人への地方参政権付与賛成を表明した（柴山昌彦委員の質問への法相答弁）。

### 人権擁護法案推進
永住外国人（参政権保有者）も委員になり得る人権委員会設置法案を推進。
2012年6月4日に発足した野田第2次改造内閣で法務大臣を退任後、民主党の法務部門会議に就任。その後、人権侵害救済機関「人権委員会」を法務省の外局に新設する人権擁護法案を立法化に慎重な議員らの反対意見を一方的に押し切って了承したという者もいる。。小川は「これ以上議論してもいずれ党内がまとまる雰囲気ではなく、このタイミングで結論を出した」と了承した理由を説明した。この一方的な行動は、「次期衆院選で人権団体の票を得るため」などと党内などから批判されたと言う者もいる。

### 首相の靖国神社参拝反対
内閣総理大臣の靖国神社参拝については政教分離の観点から反対しており、国立追悼施設の建立を推進する立場を取っている。

### 脱原発
脱原発を掲げる。

### TPP反対
環太平洋パートナーシップ協定（TPP）には反対の立場をとる。

### 基地問題
普天間基地は辺野古ではなく国外に移設すべきとする。

### 共謀罪反対
2006年4月26日に参議院議員会館で行われた「共謀罪に反対する超党派国会議員と市民の緊急院内集会」の呼びかけ人を務めた。

### 表現規制反対
連絡網AMIが2003年に行った、児童ポルノ禁止法による漫画やアニメなどの創作物への規制、及び単純所持規制に反対する請願署名「児童保護に名を借りた創作物の規制に反対する請願署名」の紹介議員を務めた。
2016年の参議院選挙の秋葉原での街頭演説にて、小川は「表現の自由を否定することは、一人ひとりの存在そのものを否定するものであります」と発言した。
さらに枝野幸男幹事長が民進党政策集について、「誤解を招きかねない表現があったが、アニメや漫画を規制しようというものではない」との発言についても同意した。

## 人物
資産家
2010年、小川の総資産は1億5010万円（本人資産が約1億3000万円）で、参議院議員の中で5番目に資産が多かった。2005年時点では同1位だった。
競馬
オーナーとして競走馬を所有するほどの競馬ファン。代表所有馬は日経賞２着などの実績を持つイタリアンカラー。
趣味
- カラオケでは、石原裕次郎が十八番[41]。
- すきなことは、家族旅行、水泳、ゴルフ[41]。
- 好物は、そば、焼肉、中華[41]。

名誉棄損報道裁判
報知新聞が報道した前妻・市毛良枝との離婚原因が事実無根であるとして、小川は民事訴訟を起こした。東京地裁・東京高裁の両判決は名誉棄損を認め、報知新聞社に対し、記事の取り消し・謝罪広告の掲載および慰謝料の支払いを命じた。また、週刊新潮（2012年1月26日号）の同様の報道に対しても事実無根であり名誉を傷つけられたとして、発行元の新潮社に1千万円の損害賠償などを求める訴えを東京地裁に起こした。新潮社は220万円の支払いを命ぜられた。この他、同様の記事を書いた週刊文春に対しても、名誉を傷つけられたとして発行元である文芸春秋に対して、200万円の損害賠償並びに謝罪広告の掲載を求める訴えを2012年11月2日に東京地裁に裁判を起こし勝訴した。結果、週刊文春2016年9月1日号110ページに謝罪広告が掲載された。

## 所属団体・議員連盟
- 日韓議員連盟
- 北京オリンピックを支援する議員の会（顧問）
- 在日韓国人をはじめとする永住外国人住民の法的地位向上を推進する議員連盟

## 著書
- 『指揮権発動 ―検察の正義は失われた―』朝日新聞出版　ISBN 978-4023311947
- 『森友・国有地払下げ不正の構造』緑風出版　ISBN 978-4846118020